# Potamorhina
Genre
Potamorhina est un genre de poissons téléostéens d'eau douce de la famille des Curimatidae (ordre des Characiformes).

## Liste d'espèces
Selon World Register of Marine Species (21 juillet 2023) :
- Potamorhina altamazonica (Cope, 1878)
- Potamorhina laticeps (Valenciennes, 1850)
- Potamorhina latior (Spix & Agassiz, 1829)
- Potamorhina pristigaster (Steindachner, 1876)
- Potamorhina squamoralevis (Braga & Azpelicueta, 1983)

## Systématique
Le nom valide complet (avec auteur) de ce taxon est Potamorhina Cope, 1878.
Potamorhina a pour synonymes :
- Gasterotomus Eigenmann, 1910
- Suprasinelepichthys Fernández-Yépez, 1948